# Gustaf Kossinna
Gustaf Kossinna, född 28 september 1858 i Tilsit, Ostpreussen, död 20 december 1931 i Berlin, Tyskland, var en tysk arkeolog och nationalist. Teoretiskt ligger Kossinnas idéer nära kulturkretsläran som han skapade en egen variant av. Kulturkretsläran omfattade hela världen, men Kossinna intresserade sig bara för den nordiska sfären, dit han räknade norra Tyskland och Norden. Kossinna tog intryck av och hade en dialog med flera andra arkeologer, såsom skandinaverna Oscar Montelius, Sophus Müller och Nils Åberg. 1931, ett par veckor före sin död, invaldes han i den svenska Vitterhetsakademien.

## Kontroversiell arkeolog
Kossinna är en omtalad och kontroversiell arkeolog, som började sin livsbana som lingvist. Han betraktas av många som en av de tyska nationalister som lade den ideologiska grunden för Tredje riket (1933–1945). Kossinna dog 1½ år före Adolf Hitlers maktövertagande våren 1933, så man vet inte hur han skulle ha handlat under dennes regim. Det framgår att Kossinnas texter blev alltmer rasistiska med tiden, men han rörde sig i gränszonen. Till exempel tillhörde han aldrig Nationalsocialistiska tyska arbetarepartiet (NSDAP), men dock någon paraplyorganisation kring 1930. Kossinna hade en önskan om ett aggressivt och expansionistiskt Tyskland. Han var bland annat negativ till Polens existens, och ansåg att floden Weichsels stränder (Wisłas stränder) som bland annat rinner genom Kraków, var urgammal tysk mark.

## Först bibliotekarie, sedan arkeologiprofessor
Kossinna var son till en skollärare och föddes i de allra östligaste delarna av dåvarande Tyskland; sin akademiska utbildning fick han i Göttingen, Leipzig, Berlin och Strassburg. Efter att ha disputerat i lingvistik med arbetet Über die ältesten hochfränkischen Sprachdenkmäler 1887, arbetade han länge som bibliotekarie. Sensommaren 1895 hade han denna tjänst på det Kungliga biblioteket i Berlin, samma tid som han höll ett berömt föredrag vid namn Die vorgeschichtliche Ausbreitung der Germanen in Deutschland för antropologer i Kassel den 9 augusti 1895, då han lanserade sin arkeologiska teori om Siedlungsgeschichte, vilken berör bosättningsstrukturer och kolonisering i förhistorisk tid. En teori han kom att arbeta med de närmaste 35 åren. Föredraget publicerades 1896. Sex år senare blev han arkeologiprofessor vid universitetet i Berlin och därefter utkom många protyska arkeologiska verk såsom Die Herkunft der Germanen. Zur Methode der Siedlungsarchäologie (1911),  Die deutsche Vorgeschichte eine hervorragend nationale Wissenschaft (1912), Der Goldfund vom Messingwerk bei Eberswalde und die goldenen Kultgefäße der Germanen (1913) och Die deutsche Ostmark, ein Heimatboden der Germanen (1919).

## Kulturkretsar
Texterna inbegriper tanken på en etnogermansk förhistoria, vars geografiska spridning man i modern tid kan återupptäcka genom att arkeologiskt söka spår av den materiella kulturen. Urheimat, dess kärnområde, låg i norra Tyskland och södra Skandinavien, för Kossinna var Skandinavien i det här sammanhanget viktigare än södra Tyskland och Österrike. Genom att studera artefakter som keramik, stridsyxor och bronsåldersföremål, kunde man sammanföra kulturkretsar. Etniska gruppers bosättningsområden följdes via distributionskartor, exempelvis den geografiska spridningen av en viss typ av keramik. Även gravar och bosättningsspår visade arkeologiskt skarpa gränser av kulturområden. 1911 skrev Kossinna att:
”Skarpt avgränsade arkeologiska kulturprovinser överensstämmer i alla tider med helt bestämda folk eller folkstammar.”

## Germanernas ursprung
För eftervärlden ter sig hans indogermanska folk som en intressant men ganska tokig teori. Förenklat kan man säga att han trodde att urhemmet för detta folk låg mellan Elbe och Weichsel (Wisla). Namnet till trots trodde Kossinna inte att det germanska folket hade sitt ursprung i Indien som många andra ariska förespråkare, utan var 3/4 pregermaner och 1/4 prefinnar (ett krigiskt folk som levde i norra delarna av nuvarande Norden). Denna blandning av ursprungsfolken, genom att prefinnarna (primitiva, krigiska, råa och förhärdade) bröt in på pregermansk mark och blandade sig med delar av detta folk, vars avkommor i sin tur beblandade sig i ett senare skede med de resterande pregermanerna som inte hade erövrats vid den första invasionen från norr och bodde i trakterna av Halle. Mixen har gjort att alla germaner har prefinskt blod i sig, men är till större delen av pregermansk härkomst. Dagens finnar och ester är enligt Kossinnas idéer i sin tur en blandning av prefinnar och ugrier. På så sätt var 1930-talets tyskar besläktade med 1930-talets finska befolkning. I Finland attraherades man av Kossinnas idéer, men svenska och norska arkeologer som tog åt sig mycket av Kossinnas tankevärld hade svårt att acceptera att det finska folket fordom kunde ha varit givare till den äldre svenska och norska kulturen. Svenska arkeologer som Oscar Almgren och Nils Åberg använder inte alls ordet finn i sina texter, när de använder sig av Kossinnas tankebanor i egen text.

## Rumslighet

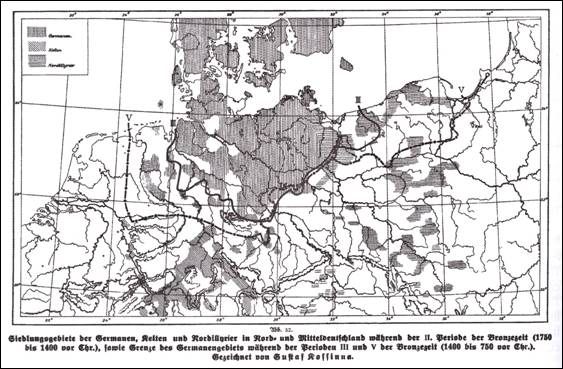
Kossinnakarta från 1927

Man vet att Kossinnas tankar var en bidragande orsak till att tyskarna på sin marsch österut under andra världskriget deklarerade områden som germanska då de hittade arkeologiska fynd som ingick i Kossinnas distributionskartor (så kallade Kossinnakartor). Men Kossinnas betydelse är större än så. Exempelvis införde han rumslighet (space) i den arkeologiska metodiken, geografi och naturvetenskaplighet, via antropologin. Han utformade den som idé, men via sina generella metoder, till exempel stridsyxans (båtyxans) utbredning, exkluderade han stora delar av världen och centrerade sig kring den nordiska tanken.

## Källmaterial
- Baudou, Evert, Den nordiska arkeologin – historia och tolkningar. Stockholm 2004.
- Baudou, Evert, Kossinna Meets the Nordic Archaelogists. Current Swedish Archaeology, Volume 13, 2002.
- Petersson, Håkan, Nationalstaten och arkeologin. 100 år av neolitisk forskning och dess relationer till samhällspolitiska förändringar. Göteborg 2004 (Gotarc serie B, No 36).